# Être sans destin (film)
Pour les articles homonymes, voir Être sans destin (livre) et Être sans destin.
Pour plus de détails, voir Fiche technique et Distribution.
Être sans destin (Sorstalanság) est un film britannique, allemand, hongrois réalisé par Lajos Koltai, sorti en 2005 et tiré du roman autobiographique d'Imre Kertész.

## Synopsis
Un jeune garçon fait l'expérience de la guerre dans ses aspects les plus tragiques (port de l'étoile jaune, rafles, déportation, travaux forcés, dégradations en tout genres, etc.), et dans le même temps, il fait l'apprentissage de la vie et passe de l'enfance au monde adulte (coming of age).

## Fiche technique
- Réalisation : Lajos Koltai
- Scénario : Imre Kertész
- Musique : Ennio Morricone
- Pays de production :  Hongrie,  Allemagne,  Royaume-Uni
- Langue : Hongrois, Allemand, Anglais, Hébreu, Yiddish, Polonais
- Genre : Film dramatique
- Durée : 134 minutes
- Dates de sortie :
- Hongrie : 8 février 2005
- France : 3 mai 2006

## Distribution
- Marcell Nagy : György Köves
- Béla Dóra : Le fumeur
- Bálint Péntek : Joli cœur
- Áron Dimény : Bandit Citrom
- Péter Fancsikai : Kollmann, enfant
- Zsolt Dér : Rozi
- András M. Kecskés : Finn
- Jozsef Gyabronka
- Daniel Szabó : Moskovich
- Tibor Mertz : Fodor
- Péter Vida : Lénárt
- Endre Harkányi : Kollmann âgé
- Márton Brezina : Kollmann, jeune enfant
- Zoltán Bukovszki : Zoli
- Gábor Nyiri : Hedge
- Jenő Nagy : Jenő
- János Bán : Apa (le père)
- Judit Schell : Anya (la mère)
- Adam Rajhona
- György Barko
- Daniel Craig : Sergent de l'armée US